# Finlandia (poème symphonique)
Pour les articles homonymes, voir Finlandia.
Finlandia, op. 26, est un poème symphonique en la bémol majeur de Jean Sibelius, pour orchestre symphonique. Le morceau révisé a été joué pour la première fois le 2 juillet 1900 par l'orchestre philharmonique d'Helsinki sous la direction du Robert Kajanus. Il est considéré comme l'hymne national officieux de la Finlande.

## Historique
La musique est extraite d'une œuvre plus longue composée d'une ouverture et six tableaux, Musique pour la célébration de la presse, composée le 3 novembre 1899 à l'occasion des manifestations pour la défense de la presse finlandaise réprimée par le régime russe. Le sixième tableau Éveil de la Finlande devient Finlandia pour être jouée à l'Exposition universelle de 1900 sous le titre La Patrie. À cette époque, craignant la censure russe, l'œuvre changea souvent de nom (Célèbre cavalière, Sentiments heureux, Éveil du printemps finlandais… ).
L'ouverture et les cinq premiers tableaux, revus en 1900, constituèrent son opus 25, sous le nom de Scènes historiques.

## Structure de l'œuvre
1. Andante sostenuto
2. Allegro moderato, Allegro

Durée : environ 7 minutes.

## Orchestration
| Instrumentation de Finlandia                                         |
| Cordes                                                               |
| Premiers violons, seconds violons, altos, violoncelles, contrebasses |
| Bois                                                                 |
| 2 Flûtes, 2 hautbois, 2 clarinettes en si, 2 bassons, 1 contrebasson |
| Cuivres                                                              |
| 4 Cors, 3 trompettes en fa, 3 trombones en fa, 1 tuba                |
| Percussions                                                          |
| Timbales, triangle, cymbales, grosse caisse                          |
| Voix (version de 1938) - Et plus récemment                           |
| Chœur d'hommes - Chœur mixte                                         |

## Versions chantées
Dès 1900, Sibelius transcrit la pièce pour piano solo, mais en 1938, il arrange son Finlandia pour chœur d'hommes et orchestre sur un texte de Jalmari Finne, Yrjö Sjöblom et Wäinö Sola. La première a eu lieu le 21 avril 1938 avec Arvi Karvonen, à l'harmonium. Mais le texte écrit par Veikko Antero Koskenniemi et chanté le 7 décembre 1940 sous la direction de Martti Turunen, par sa valeur symbolique, deviendra le plus populaire.

## Postérité
- La musique de Finlandia a également inspiré l'hymne du Biafra.
- Le réalisateur finlandais Renny Harlin a utilisé Finlandia en bonne place dans la musique de son film 58 minutes pour vivre (Die Hard 2: Die Harder).
- Finlandia est utilisé pour une scène d'amour dans Finders Keepers, Lovers Weepers! (en) film de 1968 de Russ Meyer.
- Le groupe de metal symphonique finlandais Nightwish a utilisé Finlandia comme une intro à leurs concerts en direct lors de la tournée 2009.
- Joan Baez a chanté Finlandia lors de ses concerts à partir de 2007 et a également interprété l'« hymne Finlandia » dans son album de 2005 Bowery Songs.
- Le final de l’œuvre est utilisé dans l'épisode 5 de la 7e saison de la série TV "The Walking Dead" (musique assourdissante jouée par la voiture la nuit sur La Colline).

## Musique pour la célébration de la presse
De même que la Suite Karelia, la Musique pour la célébration de la presse n'a jamais été publiée sous le contrôle de Sibelius. Presque 99 ans plus tard, avec une partition intacte, la suite a été reconstruite et a été enregistrée deux fois. La première fois, elle est jouée en 1998 par l'Orchestre philharmonique de Tampere, dirigé par Tuomas Ollila, et la seconde fois en 2000 par l'Orchestre symphonique de Lahti, dirigé par Osmo Vänskä.
Les mouvements d'origine sont les suivants:
1. Prélude : Andante (ma non troppo) ;
2. Tableau 1 : La chanson de Väinämöinen ;
3. Tableau 2 : Les Finnois sont baptisés par l'évêque Henri ;
4. Tableau 3 : Scène de la Cour du Duc Jean ;
5. Tableau 4 : Les Finnois dans la Guerre de Trente Ans ;
6. Tableau 5 : La Grande colère ;
7. Tableau 6 : Éveil de la Finlande (plus tard transformé en Finlandia).